# Champagné (Sarthe)
Champagné település Franciaországban, Sarthe megyében. Lakosainak száma 3680 fő (2022. január 1.). Champagné Fatines, Yvré-l’Évêque, Changé és Saint-Mars-la-Brière községekkel határos.

## Népesség
A település népességének változása:
| Lakosok száma | 3828 | 3840 | 3934 | 3876 | 3816 | 3756 | 3697 | 3683 | 3680 |
|               | 2013 | 2015 | 2016 | 2017 | 2018 | 2019 | 2020 | 2021 | 2022 |